# 交響曲第10番 (ヴィラ＝ロボス)
交響曲第10番『アメリンディア』（Sumé pater patrium: Sinfonia ameríndia com coros）は、エイトル・ヴィラ＝ロボスが1952年から1953年にかけて作曲した交響曲。

## 概要
ヴィラ＝ロボスはサンパウロ市の誕生400周年を祝して10番目の交響曲を作曲した。1952年にリオデジャネイロで作業に取り掛かり、1953年2月15日にニューヨークで総譜を完成させている。初演は1957年4月4日にパリのシャンゼリゼ劇場で行われた。作曲者自身がフランス国立管弦楽団を指揮し、独唱者はジャン・ジロードー（テノール）、カミーユ・モラーヌ（バリトン）、ジャック・シャリュード（バス）であった。曲は作曲者の死まで23年連れ添うことになる伴侶のミンディーナ（Arminda Neves d'Almeida）に捧げられた。
テキストは宣教師ジョゼ・デ・アンシエタの伝道を記録したものが用いられており、ラテン語、ポルトガル語、そして土着言語のトゥピ語で書かれている。ヴィラ＝ロボスはこれについて、サンパウロの「寓話的、歴史的、宗教的な話」となることを意図したのだと記している。総譜は記載に一貫性を欠いた状態で残されており、指揮者のジゼル・ベン＝ドールが1957年の放送音源を頼りに校訂を施した。

## 編成
テノール、バリトン、バス（各1名）、混声合唱、ピッコロ2、フルート2、オーボエ2、コーラングレ、クラリネット3、バスクラリネット、ファゴット2、コントラファゴット、ホルン4、トランペット4、トロンボーン4、チューバ、ティンパニ、タムタム、シンバル、ショーカリョ、ヤシの実の皮、ライオンズローア、鐘、ゴング、スレイベル、小型のフレームドラム、バスドラム、シロフォン、マリンバ、チェレスタ、ハープ2、ピアノ、オルガン、弦五部。

## 楽曲構成
全5楽章で構成される。演奏時間は約69分。
1. Allegro: "A terra e os seres"（地球と生き物）
2. Lento: "Grito de guerra" （雄叫び）
3. Scherzo (Allegretto scherzando): "Iurupichuna"
4. Lento: "A voz da terra e a aparição de Anchieta" （大地の声とアンシエタの登場）
5. Poco allegro

第1楽章は管弦楽のみで、独唱と合唱が中心となる残りの4つの楽章への序曲として機能する。この楽章は明確に部分ごとに区切ることができ、上昇する順次進行と続く上方への跳躍からなる旋律的モチーフが主要な役割を果たす。このモチーフは楽章を構成する5つの部分の全てに見出すことが出来る。各部分はテンポ、調性（ハ調、変ロ調、ホ調、ハ調、ハ調）、楽器法、リズム、和声、そして主要モチーフの変形のさせ方を変えることで隔てられている。核となるモチーフから導かれていないのは、第1の部分の第2主題のみである。四度の和音がとりわけ顕著であるが、分厚いオスティナートの中の複合和音、そして薄い楽器編成となる調性的パッセージと入れ替わっていく。展開を担う第4の部分では突然速度が変化し、短い弦楽器の調性的フガートによって開始する。